# Fantaghirò 4
Fantaghirò 4 è una miniserie televisiva di genere fantastico del 1994 diretta da Lamberto Bava. È la quarta miniserie che fa parte del franchise di Fantaghirò. È stato trasmesso per la prima volta da Canale 5 in due parti da 100 minuti ciascuna, il 19 e il 22 dicembre 1994. Per molti anni, l'intera saga è stata replicata durante il periodo natalizio.

## Trama

### Prima parte
Tre cavalieri neri (Pestilenza, Dolore e Carestia) stanno spargendo distruzione per il mondo, accompagnati da una misteriosa nube nera. Molti popoli evacuano dalle loro terre per sfuggire alla minaccia della nube maledetta. Anche il popolo di Fantaghirò si sta preparando all'esodo ma, poco prima di partire, la regina sente le grida del principe Parsel, un giovane guerriero che sta inseguendo la nube nera perché questa ha lanciato un vento diabolico che ha rubato il suo castello. Fantaghirò e Parsel affrontano i tre cavalieri, i quali hanno subito la meglio. I due reali vengono tuttavia risparmiati e i tre demoni prima di andarsene svelano che per conoscere il nome del loro creatore dovranno prima scoprire il luogo dove egli dimori. Dopodiché la nube nera porta via il castello di Fantaghirò. Allora la regina e Parsel decidono di dirigersi verso oriente, da dove soffia il vento di morte.
Nelle Terre d'Oriente, Tarabas viene fatto prigioniero dal re Tohor, il cui regno è stato colpito da una carestia in seguito al passaggio della nube nera. Tohor ritiene infatti che la nube sia opera della magia di Tarabas, e, per decretare se sia colpevole o meno, lo costringe ad uno scontro in gabbia con suo figlio Rufus, un ibrido tra un umano e una bestia. Non volendo fare uso della magia, Tarabas viene sopraffatto da Rufus. Viene tuttavia salvato da Fantaghirò, la quale ammansisce Rufus con un bacio, essendo questo la prima forma d'affetto mai ricevuta da Rufus. Tarabas, Fantaghirò e Parsel lasciano il regno di Tohor, seguiti in segreto da Rufus e sua sorella Angelica, la quale si è innamorata di Tarabas.
Nel frattempo, la Strega Nera si è stabilita nella casa di marzapane creata da Tarabas e Xellesia nel film precedente. A causa delle buone azioni che è stata recentemente costretta a compiere, i suoi poteri malvagi si sono indeboliti, esponendola alla ribellione degli gnomi-ortaggio, un tempo servi di Xellesia. Si vede dunque costretta a liberare quest'ultima dalla dimensione in cui era stata confinata, per permetterle di cacciare via gli ex-servi. Per mezzo della magia, Xellesia localizza Tarabas e capisce che vuole fermare la nube nera, cosa che gli sarebbe fatale. Decide dunque di raggiungere il figlio, seguita dalla Strega Nera, speranzosa di riavere indietro i suoi poteri.
Fantaghirò, Tarabas e Parsel, consultano degli insetti magici chiamati "indovinotteri", i quali compongono la parola "nekrad". Tarabas sa che il Nekrad è un grande vulcano inattivo che giace ai confini del mondo, e Fantaghirò, ricordando le parole dei cavalieri neri, pensa che Nekrad sia anche il nome del loro misterioso nemico. Infatti, leggendo la parola al contrario, ovvero "Darken", si verifica un terremoto. 
I tre si precipitano al Nekrad e si ritrovano in un giardino paradisiaco dove vengono accolti da Fiodor, un uomo deforme al servizio di Darken. Quest'ultimo era in realtà nel corpo di Parsel fin dall'incontro con i cavalieri neri e solo adesso decide di manifestarsi. Darken spiega che il suo scopo era attirare Fantaghirò, e conseguentemente Tarabas, in modo da convincere quest'ultimo a tornare dalla parte del male. Al rifiuto di Tarabas, Darken uccide Fantaghirò.

### Seconda parte
La morte di Fantaghirò induce in Fiodor un dolore che non riesce a spiegarsi. Darken spiega che Fiodor è in realtà un principe che lui ha privato delle sue sembianze e dei ricordi per mezzo della magia. Darken gli fa vedere in uno specchio il suo aspetto del passato e Fiodor riacquista la memoria. Darken riporta in vita Fantaghirò in cambio della promessa di Tarabas di tornare malvagio. All'arrivo di Angelica e Rufus, Darken decide di mettere alla prova Tarabas e cerca di indurre Rufus a pugnalare Fantaghirò, in modo che Tarabas lo uccida. Rufus tuttavia si suicida buttandosi in una pozza di acqua bollente.
Fantaghirò, Parsel e Fiodor recuperano i castelli rubati, ridotti a miniature sotto delle campane di vetro; Fantaghirò trova il suo, e dentro vede piccolissime le sue sorelle che la chiamano, ma non c'è traccia di Romualdo. Nel frattempo, Tarabas affronta Darken, che viene apparentemente ucciso da Tarabas, proprio nel momento in cui i due vengono raggiunti dalla Strega Nera e da Xellesia, che rivela che Darken è il padre di Tarabas. Il corpo di Darken sparisce e in quel momento il vulcano inizia a risvegliarsi. Per mezzo degli indovinotteri, il gruppo scopre che l'unica via di fuga è una grotta a forma di bocca umana, con tre file di denti aguzzi che si aprono e si chiudono. Per permettere al figlio di superare l'ultima fila di denti, Xellesia si sacrifica lasciandosi trafiggere e bloccando il meccanismo. Poco prima di morire, dice a Tarabas che riesce a leggere nella mente di Darken, che è ancora vivo, e svela che se i castelli non torneranno al loro posto nel giro di tre giorni scompariranno del tutto.
Parsel saluta il gruppo per tornare alle sue isole, portando con sé il suo castello. Successivamente, il gruppo viene catturato dalle truppe del re Tohor, come atto di vendetta per la morte di Rufus. Tarabas viene tuttavia liberato da Angelica e cerca di riportare i castelli al loro posto. Darken che nel frattempo si era trasferito nel corpo della Strega Nera, soggioga la mente di Fantaghirò e la libera, in modo da indurla a baciare Tarabas e farlo diventare un mostro: se si renderà responsabile della morte dell'amata, Tarabas non avrà altra scelta che ritornare definitivamente al male. Tuttavia, quando Tarabas è in procinto di divorare Fantaghirò, arriva Fiodor, liberato da Angelica, che lo ferma scagliandogli una freccia nella schiena.
Darken esce dal corpo della Strega Nera e rivela che Fiodor è in realtà Romualdo, il quale fugge, vergognandosi del suo aspetto mostruoso. Fantaghirò e Tarabas affrontano e sconfiggono i cavalieri neri Carestia e Dolore, mentre Pestilenza si rivela essere Darken stesso: in realtà, tutti e tre i cavalieri neri sono tre parti dell'essere di Darken che è immune a qualsiasi attacco e a qualsiasi arma, eccetto la sua spada nera, la sola che può ucciderlo. Tarabas si impossessa dell'arma, ma Fantaghirò gli impedisce di commettere un patricidio che lo condannerebbe per sempre al male. È invece Fiodor, comparso all'improvviso, a trafiggere Darken con la spada nera.
Con la morte di Darken tutti i suoi incantesimi si annullano, eccetto la maledizione scagliata su Romualdo, che si allontana per la vergogna. Tarabas, che ha ormai rinunciato a far innamorare Fantaghirò e ha accettato l'amore di Angelica, dice a Fantaghirò di seguire Romualdo. Mentre Fantaghirò lo insegue l'incantesimo si spezza, tuttavia Romualdo non glielo rivela subito, tenendosi nascosto dietro un paravento. L'uomo vuole sincerarsi che Fantaghirò lo ami a prescindere dal suo aspetto. Fantaghirò gli dice che non le importa del suo aspetto e che lo ama per la persona che è. Romualdo esce da dietro il paravento, rivelando di essere tornato normale e promette a Fantaghirò di non metterla mai più alla prova. Dopodiché i due si ricongiungono e si baciano.